# Sherlock Holmes Baffled
Sherlock Holmes Baffled (pol: Sherlock Holmes zaskoczony) – niemy, czarno-biały film krótkometrażowy powstały pomiędzy 1900 a 1903. Jego reżyserem i autorem zdjęć jest Arthur Marvin. Jest to najstarszy znany film opowiadający o detektywie Sherlocku Holmesie, fikcyjnej postaci stworzonej przez Arthura Conana Doyle’a, jednak sam film nie jest ekranizacją żadnego z opowiadań czy powieści Conana Doyle’a, a postać detektywa jest ukazana całkiem inaczej niż w późniejszych ekranizacjach tych dzieł. Wprowadzenie postaci Holmesa do filmu sprawiło, iż jest to najwcześniejszy znany film detektywistyczny. W filmie tym Sherlock Holmes próbuje pochwycić złodzieja kradnącego srebra z jego domu, jednak zdolność rabusia do znikania powoduje, że starania detektywa nie przynoszą rezultatu.
Film trwa około 30 sekund i był pierwotnie przeznaczony do pokazywania na mutoskopach. Chociaż został wyprodukowany w 1900, to zarejestrowano go w 1903 i taka data powstania figuruje w niektórych publikacjach. Tożsamość aktorów nie jest znana. Przez wiele lat film uchodził za zaginiony, jednak w 1968 roku odnalazł się w Bibliotece Kongresu Stanów Zjednoczonych.

## Fabuła
Sherlock Holmes wchodzi do swojego salonu i odkrywa tam złodzieja dokonującego rabunku. Próbuje go ująć, jednak ku jego zaskoczeniu rabuś znika. Holmes usiłuje zignorować to zdarzenie i zapala cygaro. Jednak złodziej pojawia się ponownie, a Holmes postanawia odzyskać skradzione przedmioty, używając w tym celu wyjętego z kieszeni szlafroka pistoletu. Co prawda Holmesowi udaje się przechwycić worek ze skradzionymi dobrami, jednak ten znika z jego rąk i pojawia się w rękach złodzieja, który ucieka przez okno. Film kończy się zdumieniem Holmesa.

## Produkcja

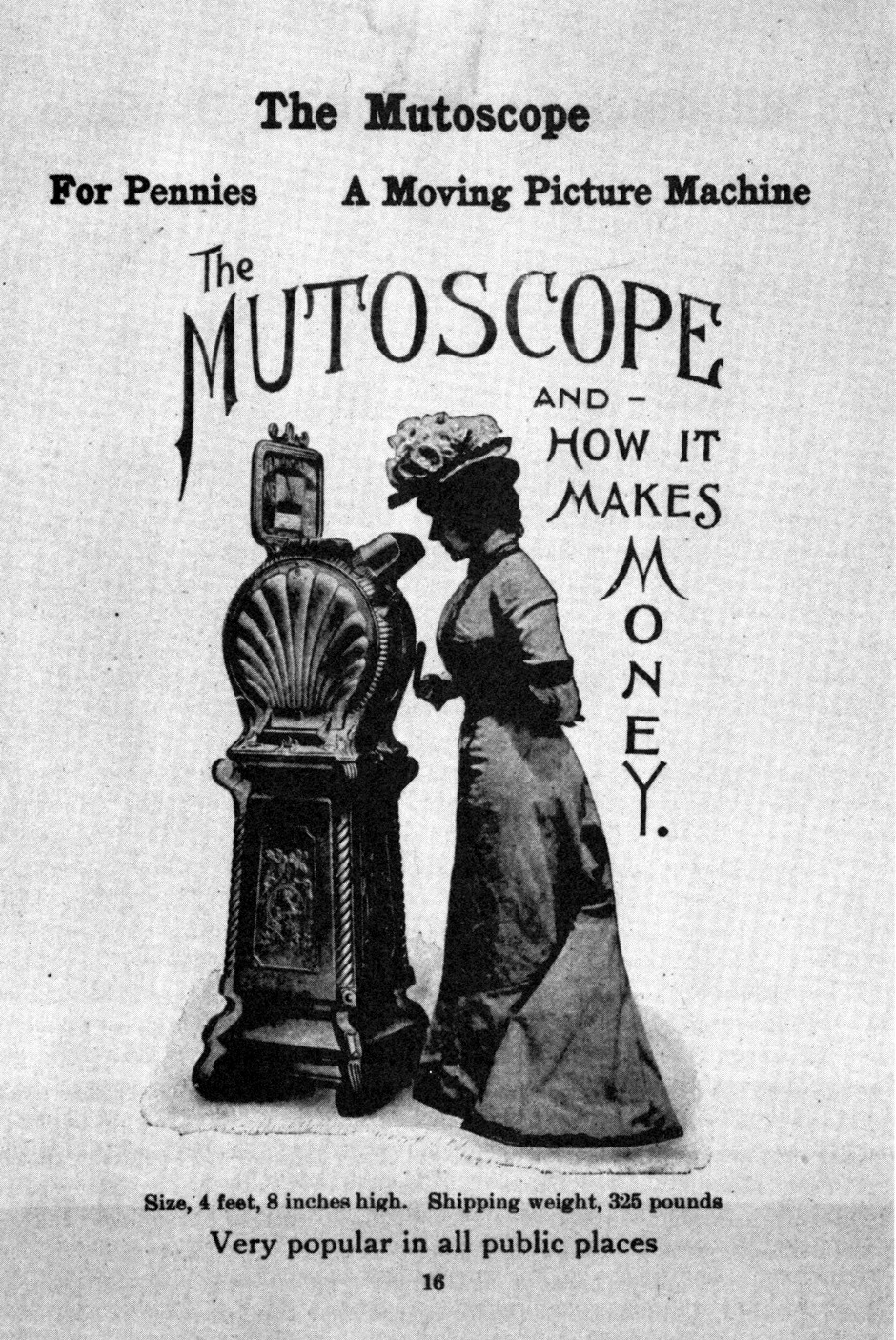
Reklama mutoskopu z 1899 r.

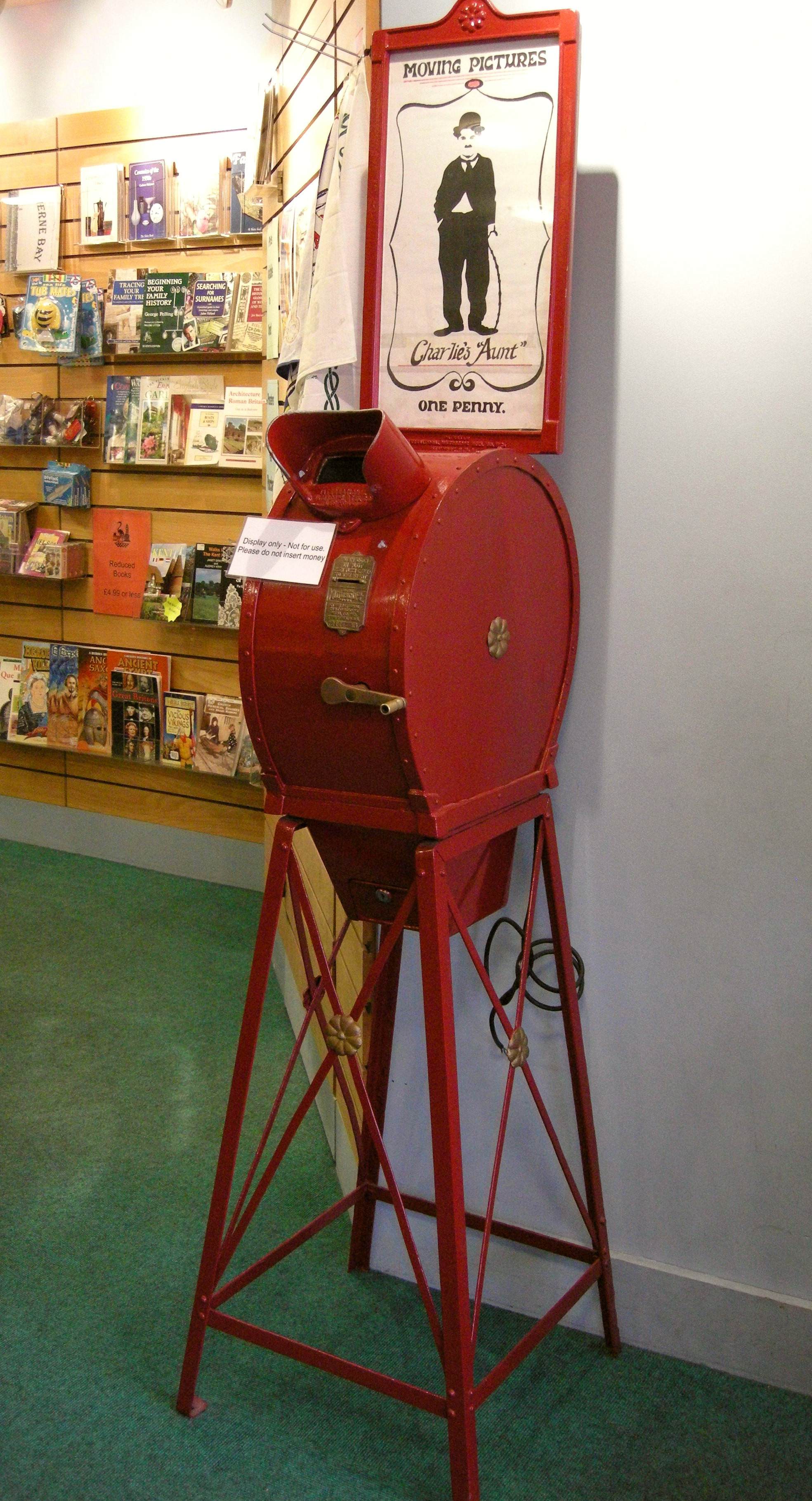
Zabytkowy mutoskop

Film wyprodukowała firma American Mutoscope and Biograph Company z zamiarem wyświetlania go na mutoskopie – wczesnym urządzeniu kinematograficznym opatentowanym przez Hermana Caslera w 1894. Podobnie jak kinetoskop Thomasa Edisona, mutoskop nie wyświetlał obrazu na ekranie i pozwalał na oglądanie filmu tylko jednej osobie naraz.
Po ułożeniu wszystkich klatek obok siebie Sherlock Holmes Baffled ma 86,56 m długości, przez co jego czas trwania wynosi 30 sekund (choć w praktyce, ze względu na ręcznie obsługiwanie mutoskopu, długość czasu oglądania mogła być różna).
Reżyserem i operatorem filmowym został Arthur W. Marvin (1859-1911), pracownik firmy Biograph. Pomiędzy 1897 i 1911 Marvin zrealizował ponad 418 filmów krótkometrażowych, był też znany z filmowania wodewilów. Później zyskał sławę jako operator pierwszych niemych filmów D.W. Griffitha. Informacje o aktorach odgrywających Holmesa i napastnika nie zachowały się.
Filmy Biograph powstałe przed 1903 dotyczyły spraw aktualnych (były to materiały dokumentujące rzeczywiste osoby, miejsca i zdarzenia). Sherlock Holmes Baffled jest przykładem wczesnej komedii narracyjnej tej firmy, wyprodukowanej w zamkniętym studiu na Broadwayu w Nowym Jorku. Według Christophera Redmonda, autora A Sherlock Holmes Handbook film został nakręcony 26 kwietnia 1900. Julie McKuras twierdzi, że film wydano w maju tego samego roku. Pomimo tego, że był już dystrybuowany, Sherlock Holmes Baffled został zarejestrowany dopiero 24 lutego 1903. Podawany niekiedy jako data produkcji rok 1905 jest prawdopodobnie efektem mylenia tego obrazu z tytułem filmu Adventures of Sherlock Holmes; or, Held for Ransom (1905).

## Odnalezienie
Przez wiele lat uznawano film za zaginiony. Dopiero w 1968 Michael Pointer, historyk zajmujący się filmami o Sherlocku Holmesie, zidentyfikował kopię filmu przechowywaną w archiwum Biblioteki Kongresu.
Ponieważ prawo autorskie aż do 1912 nie obejmowało filmów, studia filmowe chcąc zarejestrować swoje dzieła, wykonywały archiwalne kopie. Kopie te wykonywano na papierze światłoczułym o tej samej szerokości i długości co taśma filmowa, i wywoływano w podobny sposób, jak tradycyjne fotografie. Większość filmów Edison Company i Biograph Company przetrwała do dzisiaj dzięki temu, że firmy te używały tej technologii do archiwizowania całej swojej produkcji. Sherlock Holmes Baffled został później z tej archiwalnej kopii przeniesiony na 16 mm taśmę.

## Analiza
Fabuła Sherlock Holmes Baffled nie ma związku z napisanymi przez sir Arthura Conana Doyle’a historiami o Sherlocku Holmesie. Prawdopodobnie nazwisko bohatera zostało użyte w tytule tylko dlatego, że było dobrze znane publiczności. Film był kręcony nieruchomą kamerą z jednego miejsca i był pomyślany jako prezentacja podstawowych sztuczek i efektów specjalnych, w szczególności efektu tzw. stop tricku, odkrytego przez francuskiego reżysera Georges’a Mélièsa w 1896.
Sherlock Holmes Baffled wpisuje się w początek nurtu filmowego polegającego na prezentowaniu bohaterów jako postaci komicznych. W tym filmie Holmes zostaje „zaskoczony” przez włamywacza, co nie zgadza się z przypisywanymi temu detektywowi w literaturze umiejętnościami.
William K. Everson w swojej książce The Detective in Film stwierdził, iż Sherlock Holmes Baffled – podobnie jak inne nieme filmy detektywistyczne – borykał się z niemożliwością ukazywania długich przesłuchań czy słownych dedukcji, tak więc nacisk położony był w nich raczej na akcję czy tajemnicę, a nie na prowadzenie śledztwa.
Dopiero w 1916 miała miejsce próba poważnej adaptacji postaci wykreowanej przez Conana Doyle’a – w filmie Williama Gillette'a. Michael Pointer zasugerował, iż wygląd i kostium tytułowego bohatera Sherlock Holmes Baffled były wzorowane na postaci ze sztuki Gillette'a. Sztuka Gillette'a pt. Sherlock Holmes zadebiutowała na Broadwayu 6 listopada 1899 w Garrick Theatre w Nowym Jorku.
Michael Pointer, opisując swoje odkrycie w 1968 stwierdził, że Sherlock Holmes Baffled był wczesnym filmem opartym na efekcie stop tricku, przeznaczonym do oglądania na mutoskopach lub innych urządzeniach wyświetlających ruchome obrazy. Zwraca też uwagę, że chociaż film jest krótki i nieskomplikowany, to jednak ma wartość historyczną jako pierwszy film o Sherlocku Holmesie. Tytułowa postać sprawia ponadto, że jest to najwcześniejszy znany film detektywistyczny.